# Roberto Carlos (álbum de 1996)
Roberto Carlos é o trigésimo sexto álbum de estúdio do cantor e compositor Roberto Carlos, lançado em 1 de dezembro de 1996 pela gravadora Sony Music/Amigo Records, sendo este lançado no formato Compact disc, mas também o último do artista a ser comercializado em LP. Segundo a então ABPD, o disco obteve uma tiragem inicial de 1 milhão de cópias, sendo certificado com o Disco de diamante, mas que somou um total de 1.630.000 unidades. O maior destaque deste álbum foi o carro-chefe Mulher de 40, além da regravação do clássico Como é Grande o Meu Amor Por Você, lançado originalmente em 1967.

## Faixas
| Nº  | Título                                       | Composição                                         | Duração |
| --- | -------------------------------------------- | -------------------------------------------------- | ------- |
| 1.  | "Mulher de 40"                               | Roberto Carlos-Erasmo Carlos                       | 5:22    |
| 2.  | "Cheirosa"                                   | Roberto Carlos-Erasmo Carlos                       | 4:23    |
| 3.  | "Quando Digo Que Te Amo"                     | Roberto Carlos-Erasmo Carlos                       | 4:35    |
| 4.  | "Amor Antigo"                                | Roberto Carlos-Erasmo Carlos                       | 4:11    |
| 5.  | "Como é Grande o Meu Amor Por Você           | Roberto Carlos                                     | 3:06    |
| 6.  | "O Terço"                                    | Roberto Carlos-Erasmo Carlos                       | 6:11    |
| 7.  | "Tem Coisas Que a Gente Não Tira do Coração" | Roberto Carlos-Erasmo Carlos                       | 5:03    |
| 8.  | "Comandante do Seu Coração"                  | Roberto Carlos-Erasmo Carlos                       | 4:43    |
| 9.  | "Assunto Predileto"                          | Eduardo Lages-Paulo Sérgio Valle                   | 4:51    |
| 10. | "O Homem Bom"                                | Paulo Sette-Clayton Querido-Adapt.: Roberto Carlos | 4:17    |

## Antecedentes
Na segunda metade da década de 1990, o cantor estava casado com a pedagoga paulistana Maria Rita Simões Braga. Isso se reflete no clima positivo do disco, o qual trouxe músicas que celebram o amor bem-sucedido. É o caso do baião Cheirosa, do blues Quando Digo Que Te Amo e a meio samba Comandante do Seu Coração. O carro-chefe, Mulher de 40 foi uma sugestão acolhida de uma fã e a faixa Tem Coisas Que a Gente Não Tira do Coração parece ter tido a sua inspiração num encontro casual com a ex-mulher, Myrian Rios. A chamada faixa-editorial veio em dose dupla com a devocional O Terço e a adaptada O Homem Bom, a qual virou uma deferência ao papa João Paulo II, que visitou o Brasil no ano seguinte.

## Ficha técnica
Fonte:
- Produzido por Mauro Motta
- Produtor executivo: Charles Nogueira
- Gravado nos estúdios Sigla e Impressão Digital (Rio de Janeiro), Mosch (São Paulo) e Criteria Record Studios (Miami)
- Engenheiro de gravação: Edu de Oliveira
- Engenheiros adicionais de gravação: Guilherme Canaes, Ted Stein, André Colling e Steve Robillard
- Assistente de gravação: Claudinho Oliveira
- Assistentes adicionais: Everaldo Andrade, Marco Hofter, Alex, Rico, Sandro, CrisCarroll, Cris Spahr, Kieran Wagner e Mark Dobson
- Engenheiros de mixagem: Edu de Oliveira; e Ted Stein (na faixa 7)
- Assistente de Mixagem: Steve Robillard
- Masterização: Fullersound, Inc (Miami)
- Engenehiro de masterização: Michael Fuller
- Fotografia: Luis Garrido
- Assistente de fotografia: Carlos Hansen
- Coordenação gráfica: Carlos Nunes